# 175730 Gramastetten
175730 Gramastetten è un asteroide della fascia principale. Scoperto nel 1998, presenta un'orbita caratterizzata da un semiasse maggiore pari a 2,1846868 UA e da un'eccentricità di 0,0659174, inclinata di 1,21334° rispetto all'eclittica.
L'asteroide è dedicato all'omonima località austriaca.